# Distrito de Llapa
El Distrito de Llapa es uno de los trece distritos de la Provincia de San Miguel, ubicada en el Departamento de Cajamarca, bajo la administración del Gobierno regional de Cajamarca, en el Perú. 
Desde el punto de vista jerárquico de la Iglesia católica forma parte de la Diócesis de Cajamarca, sufragánea de la Arquidiócesis de Trujillo.

## Historia
El Distrito de Llapa es la zona comercial y nexo entre la Capital Departamental, la ciudad de Cajamarca y San Miguel de Pallaques.
La visita de 1540 menciona a Llapa como “pueblo”, deduciéndose, por ello, que fue una pachaca de la huaranga Chondal del reino de Cuismacu. Para 1571, era ya una reducción o “pueblo de indios “ impuesta por los invasores españoles, con el nombre de San Andrés de Llapa. Durante la colonia y parte de la República, formó parte del curato de San Miguel, pasando con la Independencia a integrar el distrito del mismo nombre.
Fue considerado como distrito en Ley dada por el presidente Ramón Castilla, el 2 de enero de 1857.
Llapa representa el nido andino de la cajamarquinidad en la provincia sanmiguelina, pues como es sabido por citas de escritores e historiadores contemporáneos, aún hasta después de los años 80 del siglo XX se practicaba el trueque comercial entre los habitantes de Huambos, Huarmacas (incluso con Cañarises del Ecuador), con pobladores de Cachachi y Huamachuco (incluso Cachicadán en La Libertad), cuando aún se hablaba por estas zonas el quechua cajamarquino.

## Geografía
Llapa también es llamada "La sucursal del cielo", por su hermosura en los paisajes que se observan y teniendo un magnífico cerro, el mismo que se considera que está lleno de oro y es fuente de vida natural; por lo que es importante conservarlo. Además es cuna de la Cultura Illapa la cual fue absorbida por la Cultura Caxamarca. De lo cual no hay fechas, ya que se han perdido en los relatos de los lugareños, pero si hay construcciones en el "Cerro Negro" y también indicios de una fortaleza en uno de sus caseríos llamado "Rodeopampa".
LLapa se encuentra a 2 928 m s. n. m., siendo un distrito de trascendencia con más 160 años de creación política como distrito de la provincia de San Miguel De Pallaques.

## Autoridades

### Municipales
AP|Anexo:Alcaldes de Llapa|l1=Alcaldes de Llapa
- 2015 - 2018[3]
  - Alcalde: Henrik Nahun Suárez Romero (MOVIMIENTO INDEPENDIENTE DIALOGO SOCIAL, MIDS)
  - Regidores: José Luis Pérez Guerrero (MIDS), Wilder Barboza Malca (MIDS), Santos Cecilia Celis Martos (MIDS), Elvis Rinaldy Laboriano Sánchez y Wilder Jacob Chávez Sánchez (FUERZA POPULAR, FP)
- 2011 - 2014[4]
  - Alcalde: José Mario Mayta Malca, del Movimiento Cajamarca Siempre Verde (CSV)
  - Regidores: Rosa Yolanda Guarniz Villalobos (CSV), Rosy David Palomino Celis (CSV), Rosio Malca Hernández (CSV), Luis Alberto Becerra Ramírez (CSV), Hugo Becerra Cabanillas (Fuerza Social).[5]
- 2007 - 2010
  - Alcalde: José Marciano Suárez Suárez.

### Policiales
- Comisario:  PNP.

### Religiosas
- Diócesis de Cajamarca[6]
  - Obispo: Mons. José Carmelo Martínez Lázaro, OAR.

## Festividades
Tiene como fiesta principal a la Feria Internacional en honor al Santo Patrón Jesús Nazareno Cautivo, la que se celebra durante el mes de agosto, teniendo como fecha central el día 28.
En el mes de noviembre se realiza la fiesta costumbrista "Todos los Santos" en el barrio turístico los 5 arcos.